# Coupe de France 1996/97
Het seizoen 1996/97 was het 80ste seizoen van de Coupe de France in het voetbal. Het toernooi werd georganiseerd door de Franse voetbalbond.
Dit seizoen namen er 5986 clubs deel. De competitie ging in de zomer van 1996 van start en eindigde op 10 mei 1997 met de finale in het Parc des Princes in Parijs. De finale werd gespeeld tussen Olympique Gymnaste Club de Nice (voor de vierde keer finalist) en EA Guingamp (voor het eerst in de finale). OGC Nice, met de Nederlander Arjan Vermeulen in de gelederen, veroverde voor de derde keer de beker door EA Guingamp na strafschoppen te verslaan.
Als bekerwinnaar vertegenwoordigde OGC Nice Frankrijk in de Europacup II 1997/98.

## Uitslagen

### 1/32 finale
De 20 clubs van de Division 1 kwamen in deze ronde voor het eerst in actie. De wedstrijden werden op 18 en 19 januari en 4 februari (Lille-Marseille) gespeeld.
 * = thuis; ** vijf wedstrijden werden op neutraal terrein gespeeld; *** Vanwege een rechtszaak (omtrent de loting) tussen de clubs later en op neutraal terrein (Valence) gespeeld. 
| Winnaar              | Uitslag      | Verliezer                    |
| -------------------- | ------------ | ---------------------------- |
| OGC Nice             | 1-0          | ASOA Valence *               |
| EA Guingamp          | 1-0 nv       | Stade Mont-de-Marsan         |
| Stade Laval *        | 1-0          | AS Monaco                    |
| Montpellier HSC      | 3-3 ns (3-1) | FC Metz *                    |
| Clermont Foot *      | 3-2          | FC Lorient                   |
| US Créteil *         | 5-0          | CS Louhans-Cuiseaux          |
| Troyes Aube Football | 0-0 ns (6-5) | SA Épinal *                  |
| Girondins Bordeaux * | 3-1 nv       | ESA Brive                    |
| FC Gueugnon          | 3-0          | FC Saint-Louis Neuweg *      |
| SM Caen              | 1-0 nv       | US Jeanne d'Arc Carquefou ** |
| Chamois Niort FC *   | 2-1          | Le Havre AC                  |
| Lille OSC            | 1-0 ***      | Olympique Marseille          |
| Paris Saint-Germain  | 3-0          | Besançon RC *                |
| RC Strasbourg        | 4-0          | SC Schiltigheim *            |
| AJ Auxerre           | 6-0          | US Vervins **                |
| AS Cannes            | 2-1          | AS Muret *                   |

| Winnaar                 | Uitslag      | Verliezer                      |
| ----------------------- | ------------ | ------------------------------ |
| SC Bastia               | 4-2          | La Roche Vendée Football *     |
| ES Wasquehal *          | 2-2 ns (5-3) | Amiens SC                      |
| US Grand Boulogne       | 3-0          | JA Armentières *               |
| FC Sochaux *            | 3-1 nv       | AS Nancy                       |
| FC Martigues *          | 3-1 nv       | FC Istres                      |
| ES Vitrolles **         | 2-1 nv       | FC Nantes                      |
| Stade Rennes            | 3-2          | Stade Reims *                  |
| Toulouse Fontaines Club | 2-1 nv       | Olympique Léodgarien (Niort) * |
| AFC Aurillac *          | 0-0 ns (6-5) | FC Villefranche                |
| FC Saint-Lô Manche *    | 1-1 ns (3-1) | LB Châteauroux                 |
| Red Star 93             | 2-1          | CM Aubervilliers *             |
| Olympique Lyon          | 3-1          | AS Vitré **                    |
| US Fécamp **            | 4-3          | US Avranches                   |
| US Raon *               | 1-1 ns (4-3) | Toulouse FC                    |
| RC Lens                 | 3-0          | FC Bourges *                   |
| Paris FC *              | 3-2          | Stade Poitiers                 |

### 1/16 finale
De wedstrijden werden op 7, 8 en 9 februari gespeeld.
 * = thuis; ** zeven wedstrijden werden op neutraal terrein gespeeld. 
| Winnaar              | Uitslag      | Verliezer                 |
| -------------------- | ------------ | ------------------------- |
| OGC Nice             | 2-2 ns (4-3) | SC Bastia *               |
| EA Guingamp          | 3-1          | ES Wasquehal **           |
| Stade Laval          | 2-1          | US Grand Boulogne **      |
| Montpellier HSC *    | 2-0          | FC Sochaux                |
| Clermont Foot *      | 1-1 ns (5-3) | FC Martigues              |
| US Créteil           | 0-0 ns (5-4) | ES Vitrolles **           |
| Troyes Aube Football | 1-0          | Stade Rennes *            |
| Girondins Bordeaux   | 2-0          | Toulouse Fontaines Club * |

| Winnaar             | Uitslag      | Verliezer          |
| ------------------- | ------------ | ------------------ |
| FC Gueugnon         | 2-2 ns (5-4) | AFC Aurillac **    |
| SM Caen *           | 2-1 nv       | FC Saint-Lô Manche |
| Chamois Niort FC    | 2-1          | Red Star 93 *      |
| Lille OSC *         | 1-0          | Olympique Lyon     |
| Paris Saint-Germain | 2-0          | US Fécamp **       |
| RC Strasbourg       | 1-0          | US Raon **         |
| AJ Auxerre *        | 0-0 ns (5-4) | RC Lens            |
| AS Cannes           | 1-0          | Paris FC **        |

### 1/8 finale
De wedstrijden werden op 28 februari en 1 maart gespeeld.
 * = thuis, ** Créteil-Strasbourg in Saint-Ouen 
| Winnaar         | Uitslag | Verliezer          |
| --------------- | ------- | ------------------ |
| OGC Nice *      | 2-0     | FC Gueugnon        |
| EA Guingamp *   | 1-0     | SM Caen            |
| Stade Laval     | 1-0     | Chamois Niort FC * |
| Montpellier HSC | 3-0     | Lille OSC *        |

| Winnaar                | Uitslag      | Verliezer           |
| ---------------------- | ------------ | ------------------- |
| Clermont Foot *        | 4-4 ns (4-3) | Paris Saint-Germain |
| US Créteil **          | 1-0          | RC Strasbourg       |
| Troyes Aube Football * | 1-0          | AJ Auxerre          |
| Girondins Bordeaux *   | 1-0          | AS Cannes           |

### Kwartfinale
De wedstrijden werden op 29 en 30 maart gespeeld.
 * = thuis, ** Créteil-Guingamp in Parijs 
| Winnaar         | Uitslag | Verliezer            |
| --------------- | ------- | -------------------- |
| OGC Nice        | 2-1 nv  | Clermont Foot *      |
| EA Guingamp     | 3-1 nv  | US Créteil **        |
| Stade Laval *   | 1-0     | Troyes Aube Football |
| Montpellier HSC | 2-1     | Girondins Bordeaux * |

### Halve finale
De wedstrijden werden op 19 (Guingamp-Montpellier) en 20 april (Nice-Laval) gespeeld.
 * = thuis 
| Winnaar       | Uitslag | Verliezer       |
| ------------- | ------- | --------------- |
| OGC Nice      | 1-0     | Stade Laval *   |
| EA Guingamp * | 2-0 nv  | Montpellier HSC |

### Finale
De wedstrijd werd op 10 mei 1997 gespeeld in het Parc des Princes in Parijs voor 44.131 toeschouwers. De wedstrijd stond onder leiding van scheidsrechter Alain Sars.
| Winnaar                                                                       | Uitslag      | Finalist                                                                             |
| ----------------------------------------------------------------------------- | ------------ | ------------------------------------------------------------------------------------ |
| OGC Nice                                                                      | 1-1 ns (4-3) | EA Guingamp                                                                          |
| Youssef Salimi 21'                                                            |              | 77' Nicolas Laspalles                                                                |
| Roberto Onorati Thierry De Neef Frédéric Tatarian Louis Gomis Arjan Vermeulen |              | Stéphane Carnot Yannick Baret Christophe Horlaville Jean-Luc Vannucchi Claude Michel |